# Daisy (album de Brand New)
Pour les articles homonymes, voir Daisy.
Albums de Brand New
The Devil and God Are Raging Inside Me
(2006) Science Fiction
(2017)
Daisy est le quatrième album du groupe de rock américain Brand New. Il est sorti le 22 septembre 2009.

## Liste des chansons
1. Vices - 3:24
2. Bed - 3:10
3. At the Bottom - 4:04
4. Gasoline - 3:32
5. You Stole - 6:00
6. Be Gone - 1:31
7. Sink - 3:20
8. Bought a Bride - 3:07
9. Daisy - 3:06
10. In a Jar - 3:06
11. Noro - 6:27

## Membres
- Jesse Lacey - chant, parolier, guitare
- Vincent Accardi - guitare, chant
- Garret Tierney - guitare basse
- Brian Lane - batterie, percussions
- Derrick Sherman - guitare, piano